# Sarah Straßmann
Sarah Straßmann (* 1980 in Bielefeld) ist eine zeitgenössische deutsche Künstlerin und Fotografin.

## Biographie
Straßmann studierte an der Fachhochschule Bielefeld „Fotografie und Bildmedien“ und promovierte in „Freier Kunst“ an der Bauhaus-Universität Weimar.
Straßmann lebt und arbeitet in Berlin.

## Auszeichnungen und Preise
- 2008 Gewinnerin bei Gute Aussichten junge Deutsche Fotografie[2]

## Ausstellungen (Auswahl)
- 2019: Entgrenzte Bilder (Einzelausstellung), Kunstverein Konstanz[3][4]
- 2018: Photo Trouvé, PIP - Pingyao International Photofestival, Pingyao (China)[5]
- 2018: deluxe, Haus der Photographie - Deichtorhallen Hamburg[6][7]

- 2017: deluxe, Museo de la Cancilleria, Mexiko-Stadt, Mexiko[8]
- 2016: JITTER, Kunstverein Neckar-Odenwald, Buchen[9]
- 2016: Transformationen, Kunstverein Kreis Gütersloh[10]
- 2016: Heim_Spiel, GalerieEtage Museum Reinickendorf, Berlin[11]
- 2015: schillern, Bauhaus Musterhaus am Horn, Weimar[12]
- 2014: ONS #2, KW - Institute for Contemporary Art, Berlin[13]
- 2014: Ein Prozess, Neue Galerie im Höhmannhaus - Museen und Kunstsammlungen Augsburg[14]
- 2013: Von Freiheit zu Grenzen, Stadthausgalerie Münster[15]
- 2012: Lichte Momente im Rahmen des EMAF - European Media Art Festival, Osnabrück[16]
- 2012: Mustererkennung, MAKK - Museum für Angewandte Kunst, Köln[17]
- 2012: Melancholie, Studiengalerie - Neues Museum Weimar[18]
- 2010: Lahnungen, Westwendischer Kunstverein, Gartow[19][20]
- 2009: The Void (Einzelausstellung), Stadtmuseum Münster[21]
- 2009: gute aussichten, Goethe-Institut Washington DC, USA[22]
- 2009: gute aussichten, Art Foyer DZ Bank Kunstsammlung, Frankfurt Main[23]
- 2009: gute aussichten, Haus der Photographie - Deichtorhallen Hamburg[24][25]